# Municipalité du district de Kėdainiai
La municipalité du district de Kėdainiai (en lituanien : Kėdainių rajono savivaldybė) est l'une des 60 municipalités de Lituanie. Son chef-lieu est Kėdainiai.

## Seniūnijos de la municipalité du district de Kėdainiai
- Dotnuvos seniūnija (Dotnuva)
- Gudžiūnų seniūnija (Gudžiūnai)
- Josvainių seniūnija (Josvainiai)
- Kėdainių miesto seniūnija (Kėdainiai)
- Krakių seniūnija (Krakės)
- Pelėdnagių seniūnija (Pelėdnagiai)
- Pernaravos seniūnija (Pernarava)
- Surviliškio seniūnija (Surviliškis)

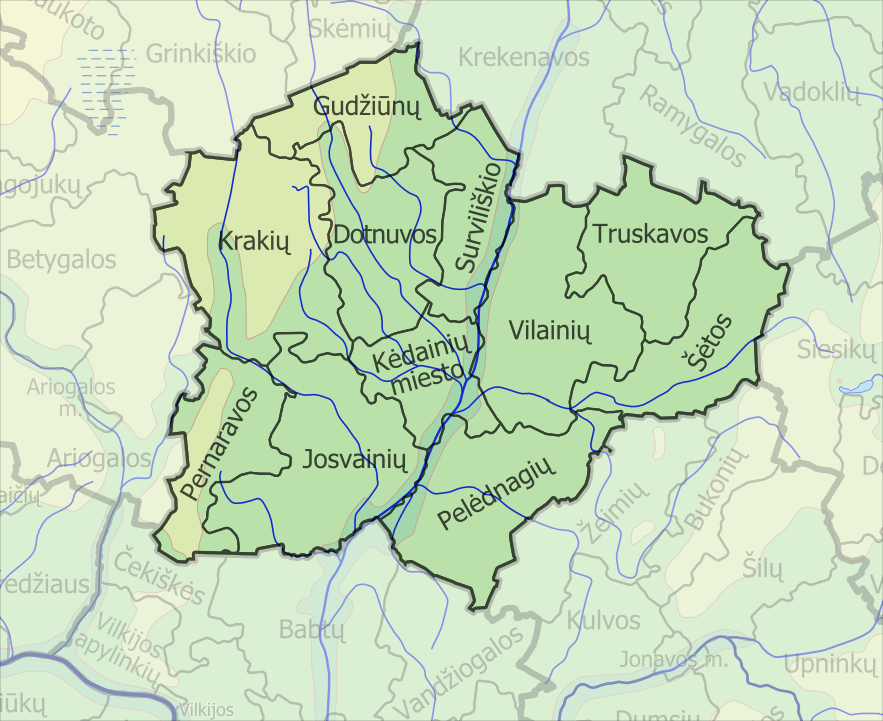
Seniūnijos de la municipalité du district de Kėdainiai

- Šėtos seniūnija (Šėta)
- Truskavos seniūnija (Pavermenys)
- Vilainių seniūnija (Vilainiai)